# Homalodotheriidae
A Homalodotheriidae az emlősök (Mammalia) osztályának a Notoungulata rendjébe, ezen belül a Toxodonta alrendjébe tartozó család.

## Tudnivalók
A Homalodotheriidae-fajok Dél-Amerika területén éltek a késő eocén kortól a késő miocén korig.

## Rendszerezés
A családba az alábbi 4 nem tartozik:
- †Asmodeus
- †Chasicotherium
- †Homalodotherium
- †Trigonolophodon

### Fordítás
- Ez a szócikk részben vagy egészben  a   Homalodotheriidae című angol Wikipédia-szócikk fordításán alapul.  Az eredeti cikk szerkesztőit annak laptörténete sorolja fel. Ez a jelzés csupán a megfogalmazás eredetét és a szerzői jogokat jelzi, nem szolgál a cikkben szereplő információk forrásmegjelöléseként.